# Fukomys zechi
Fukomys zechi là một loài động vật có vú trong họ Bathyergidae, bộ Gặm nhấm. Loài này được Matschie mô tả năm 1900.